# Harthof (Band)
Harthof war eine Berliner Band, die aus dem Pop-Rock Genre kam und auf Deutsch sang. Seit 2009 war die Band beim Indie-Label Dreiklang Music unter Vertrag. Seit der Bandgründung 2004 wurden bisher drei Alben und eine EP veröffentlicht. 

## Geschichte
Harthof wurde 2004 gegründet und brachte bisher drei Platten heraus, die sowohl auf der offiziellen Website als CDs wie auch in digitaler Form erhältlich sind.
Ihre bisher wahrscheinlich größten Auftritte waren beim Rock im Stadtpark, dem Emergenza Bandwettbewerb, Deichbrand Festival, Happinessfestival, dem Nordberliner Rockfestival Rock am Platz sowie als Support für Bands wie Itchy Poopzkid, Empty Trash, 5BUGS oder auch Turbostaat. Mittlerweile spielte die Band über 200 Konzerte, die meisten davon in Eigenregie und organisiert.
Am 27. Januar 2012 erschien ihr neues Album Zeig mir was Neues.
Die Band gab 2013 ihre Trennung bekannt und hat am 4. Mai 2013 im Berliner Magnet-Club ihr letztes Konzert gespielt.

## Diskografie
- 2004: Gerockt wird woanders
- 2006: Die EP
- 2009: Nichts was mir gefällt
- 2012: Zeig mir was Neues

## Auszeichnungen
- 2006: 4. Platz beim Emergenza Nordostfinale